# Konzil von Aachen (809)
Das Konzil von Aachen (auch Synode von Aachen) war eine im November 809 von Karl dem Großen einberufene Versammlung fränkischer  Theologen, mit dem Auftrag, die Einfügung des Filioque ins große Glaubensbekenntnis als rechtgläubig zu erweisen und Papst Leo III. zu bewegen, diese Formel für die gesamte Kirche verbindlich zu machen.

## Ausgangslage
Auf dem Konzil von Konstantinopel (381) war das Glaubensbekenntnis formuliert worden, das zum Zeitpunkt des Konzils von Aachen als gemeinsames Bekenntnis fast die gesamte Christenheit einte. Das Konzil von Ephesus verfügte 431 ein Verbot, den Text künftig abzuändern, das Konzil von Chalcedon verschärfte dies 451 noch, als es verbot, künftig auch nur anders zu denken oder zu lehren.
Im äußersten Westen Europas, im westgotisch regierten Spanien, wurde jedoch in Abwehr arianischer Lehren, die die Unterordnung des Sohnes Gottes Jesus Christus unter Gott den Vater (JHWH) propagierten, zur Definition der Gleichrangigkeit des Sohnes mit dem Vater formuliert, genauso wie vom Vater gehe der Heilige Geist auch vom Sohn („filioque“) aus. Inwieweit diese Formulierung auf westgotischen Konzilen (etwa Toledo 400) wörtlich rezipiert wurde oder nicht, ist im Einzelnen umstritten, sicher ist jedoch, dass entsprechende Formeln in westlichen Texten verwendet wurden, etwa im sogenannten Athanasianum.
Etwa im Jahre 807 brach ein Streit aus, als griechische Mönche in Jerusalem fränkische Mönche der Häresie bezichtigten, weil diese das Glaubensbekenntnis mit der eingeschalteten Filioque-Formel sangen. Die Franken appellierten an den Papst mit der Bitte um Klärung. Sie führten an, das Bekenntnis in dieser Form am Aachener Hof des Kaisers gehört zu haben, und auch das Athanasianum besage dasselbe. Leo verpflichtete jedoch die fränkischen Mönche auf den Wortlaut des Ökumenischen Konzils von Konstantinopel und setzte den Kaiser darüber in Kenntnis.

## Beratungen
Karl beauftragte daraufhin hochrangige Theologen seines Reiches, Gutachten zu erstellen, von denen eines ausgewählt werden sollte. Gutachten wurden erstellt von:
- Arn von Salzburg: Testimonia ex sacris voluminibus collecta
- Smaragd von Saint-Mihiel: Epistula de processione Spiritus Sancti
- Theodulf von Orléans: Libellus de processione Spiritus Sancti
- Heito von Basel: Testimonia de processione Spiritus Sancti
- Adalwin von Regensburg: Testimonia de aequalitate Spiritus Sancti cum Patre et Filio seu de processione Eius ex Ambobus

Das in Aachen verabschiedete Decretum Aquisgranense geht im Wesentlichen auf die Vorlage Arns zurück und wurde Anfang 810 dem Papst in Rom unterbreitet.

## Ergebnisse
Über die Aufnahme des Decretum Aquisgranense unterrichtet ein Gesprächsprotokoll, die Ratio de symbolo fidei inter Leonem III Papam et missos Caroli Imperatoris. Demnach sympathisierte Leo zwar mit der Filioque-Lehre, lehnte aber die Abänderung des Wortlauts ab. Leo ließ später den nach wie vor gültigen Text in griechischer und lateinischer Sprache an die Türen der Peterskirche in Rom anbringen.
Die fränkische Kirche sang jedoch – gegen den Willen des Papstes – das Glaubensbekenntnis mit der Filioque-Formel. Offiziellen Einzug in die stadtrömische (und damit vorbildhafte) Liturgie erhielt diese erst 1014 unter Papst Benedikt VIII. Heute gilt das Filioque als das größte dogmatische Hindernis für eine Kirchengemeinschaft von West- und Ostkirche.